# 八協境聖公廟
22°59′10″N 120°12′54″E / 22.986045°N 120.215012°E

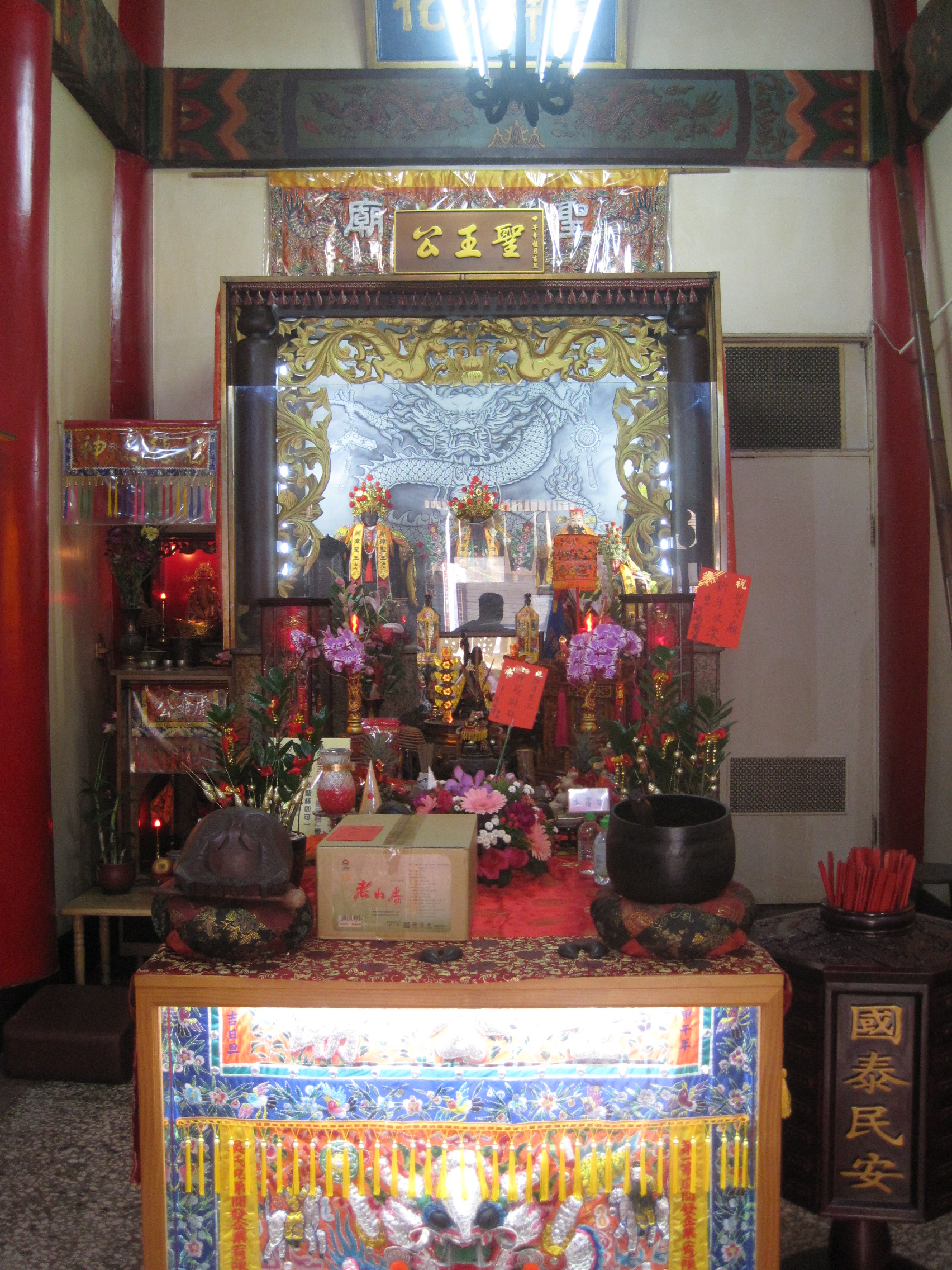
聖公廟內部

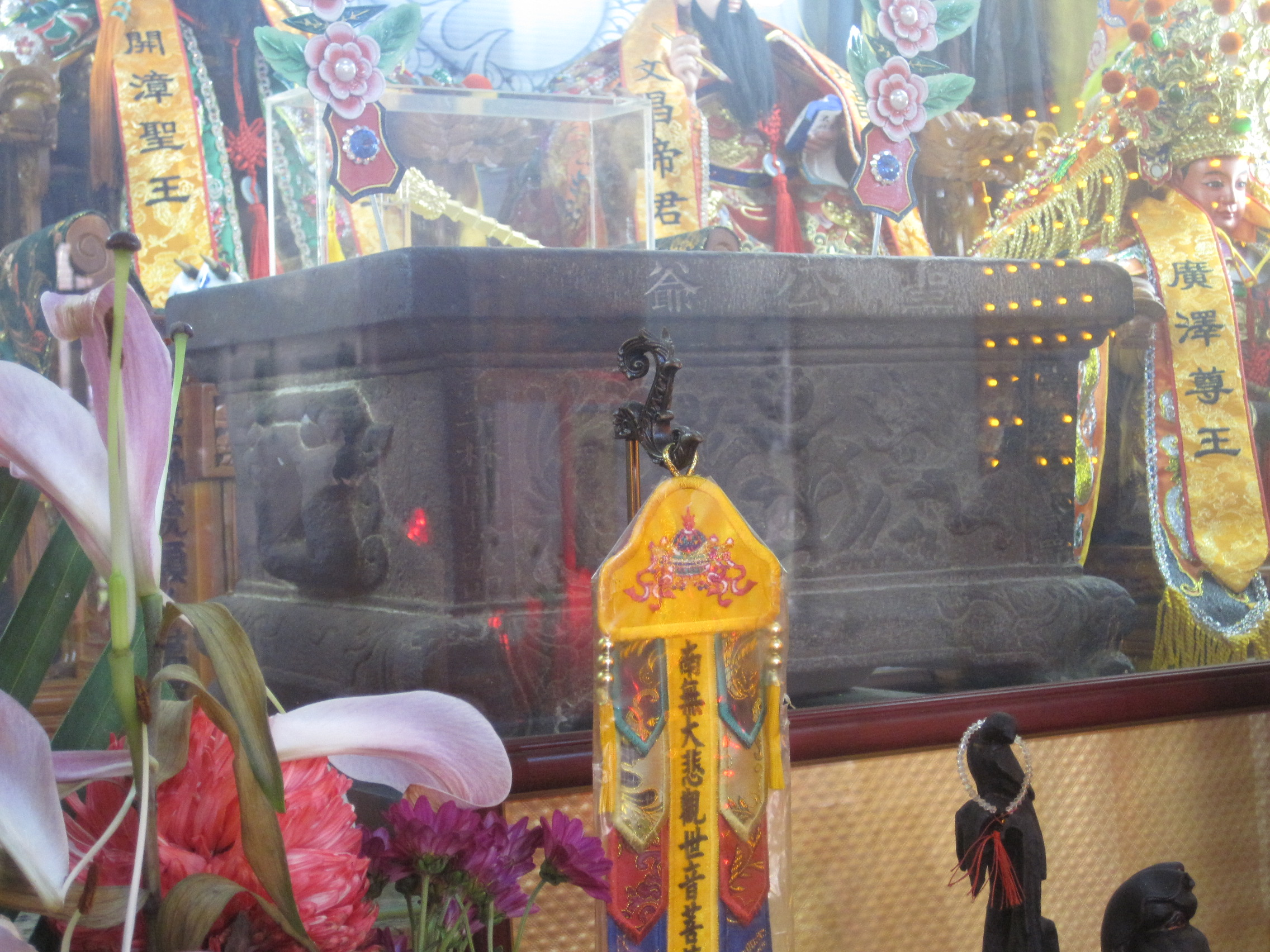
古香爐

八協境聖公廟通稱聖公廟，位於臺灣臺南市東區，主祀聖公爺，是臺灣府城聯境八協境的組成廟宇之一。聖公爺的身分，目前廟方認為是開漳聖王，而在《臺南州祠廟名鑑》一書中記載說是鄭成功的重臣，《遇見182：從府城到龍崎》一書則寫說是輔信將軍李伯苗，為開漳聖王的部將之一。廟宇在日本時代重建後原本位在東門路一段158號上，但因為後來拓寬東門路一段156巷而遷建於今址。過去在龍泉井街以東有「聖公廟街」，即得名自聖公廟。

## 沿革
聖公廟的創建年代有數種說法，一說為康熙三十年（1691年）創建的中樓仔聖公廟的分香廟，也有說是建於明鄭時期。也有傳說該廟原建於康熙三十年（1691年），為古之「中樓仔」，臺廈道高拱乾建，原為民宅，為祈求合境平安，迎奉聖公爺。《臺南州祠廟名鑑》則記載創建於清康熙五十七年（1718年），並提到有與國姓爺廟（延平郡王祠）同時建造的說法。
該廟在《重修臺灣縣志》（1749年）有記載，在「大東門內彌陀寺左」。日治時期因為市區改正，該廟在大正四年（1915年）遷建，新址後來列為東門路一段158號，東榮街口一帶。民國77年（1988年）因為拓寬東門路一段156巷，廟地再次被徵收，後有地方人士許文正捐地，聖公廟乃於現址重建。民國78年（1989年）12月遷入新廟後，於次年（1990年）3月14日舉行謝土儀式。

## 聖公廟街
過去臺灣府城東安坊的街道之一，現為東門路的一部分，範圍大約是東門路一段140號到慶東街的部分。街名來自「聖公廟」，根據日治初期的記錄，當時聖公廟街人口有114戶，265人。後來該地被劃為東門町三丁目。